# Affton
Affton ist eine Siedlung auf gemeindefreiem Gebiet, die zu statistischen Zwecken als Census-designated place (CDP) geführt wird. Affton liegt im St. Louis County im US-amerikanischen Bundesstaat Missouri und ist Bestandteil der Metropolregion Greater St. Louis. Im Jahr 2020 hatte Affton 20.417 Einwohner.

## Geografie
Affton liegt im südwestlichen Vorortbereich von St. Louis rund drei Kilometer westlich des Mississippi, der die Grenze zu Illinois bildet. Affton erstreckt sich über 11,9 km² und liegt in der Concord Township.
Unmittelbar an Affton grenzende Orte sind Marlborough im Norden, Wilbur Park und Bella Villa im Osten, Lemay im Südosten, Green Park im Südwesten sowie Lakeshire und Grantwood Village im Westen. Das Zentrum der Stadt St. Louis liegt 19 km nordöstlich.

## Verkehr
Entlang des südöstlichen Ortsrandes verläuft die Interstate 55, die von St. Louis nach Memphis führt. Im Zentrum von Affton treffen die Missouri State Routes 21 und 30 zusammen. Alle weiteren Straßen sind County Roads oder weiter untergeordnete innerörtliche Verbindungsstraßen.
Durch Affton verläuft eine Eisenbahnlinie der Union Pacific Railroad von St. Louis nach Süden, die auch von Amtrak genutzt wird.
Der Lambert-Saint Louis International Airport liegt 27 km nördlich von Affton.

## Demografische Daten
Nach der Volkszählung im Jahr 2010 lebten in Affton 20.307 Menschen in 8838 Haushalten. Die Bevölkerungsdichte betrug 1706,5 Einwohner pro Quadratkilometer. In den 8838 Haushalten lebten statistisch je 2,3 Personen.
Ethnisch betrachtet setzte sich die Bevölkerung zusammen aus 94,4 Prozent Weißen, 1,7 Prozent Afroamerikanern, 0,2 Prozent amerikanischen Ureinwohnern, 2,1 Prozent Asiaten sowie 0,3 Prozent aus anderen ethnischen Gruppen; 1,4 Prozent stammten von zwei oder mehr Ethnien ab. Unabhängig von der ethnischen Zugehörigkeit waren 2,1 Prozent der Bevölkerung spanischer oder lateinamerikanischer Abstammung.
19,9 Prozent der Bevölkerung waren unter 18 Jahre alt, 64,0 Prozent waren zwischen 18 und 64 und 16,1 Prozent waren 65 Jahre oder älter. 52,0 Prozent der Bevölkerung war weiblich.

Das mittlere jährliche Einkommen eines Haushalts lag bei 51.961 USD. Das Pro-Kopf-Einkommen betrug 25.734 USD. 8,9 Prozent der Einwohner lebten unterhalb der Armutsgrenze.